# István Herczeg
István Herczeg (* 7. Dezember 1887 in Apátfalva; † 4. Juli 1949 in Szatymaz) war ein ungarischer Turner.

## Erfolge
István Herczeg nahm 1912 an den Olympischen Spielen in Stockholm teil und gehörte bei diesen zur ungarischen Turnriege im Mannschaftsmehrkampf. Dabei traten insgesamt fünf Mannschaften an, die aus 16 bis 40 Turnern bestanden und während des einstündigen Wettkampfs gleichzeitig antreten mussten. Bewertet wurden neben der Ausführung der Übungen an den Geräten auch das Verlassen und der Wechsel der Geräte sowie der Einmarsch zu Beginn. Am Ende wurden anhand eines Durchschnittswerts der einzelnen Nationen die Abschlussplatzierungen ermittelt. Neben den Ungarn traten auch Turnriegen aus Italien, Großbritannien, dem Deutschen Reich und Luxemburg an. Mit 53,15 Punkten setzten sich die Italiener gegen ihre Konkurrenten durch. Die Ungarn erzielten indes 45,45 Punkte und belegten damit vor den drittplatzierten Briten mit 36,90 Punkten den zweiten Platz. Herczeg gewann somit zusammen mit Imre Erdődy, József Berkes, Imre Gellért, Győző Halmos, Samu Fóti, Ottó Hellmich, József Keresztessy, Lajos Aradi, János Krizmanich, Elemér Pászti, Árpád Pédery, Jenő Réti, Ferenc Szűts, Ödön Téry und Géza Tuli die Silbermedaille.
Bereits 1905 wurde Herczeg ungarischer Landesmeister im Einzelmehrkampf, wurde aber bei der Nominierung für die Olympischen Spiele 1908 in London nicht berücksichtigt. Daraufhin begann er als Journalist zu arbeiten. Während seiner Zeit bei den Spielen 1912 schrieb er ein Buch über seine Erlebnisse. Darüber hinaus veröffentlichte er auch einen Gedichtband und war bis zu seinem Ruhestand als Journalist tätig. Während des Ersten Weltkriegs kämpfte Herczeg an der russischen Front.